# Платформа для комбінованих перевезень

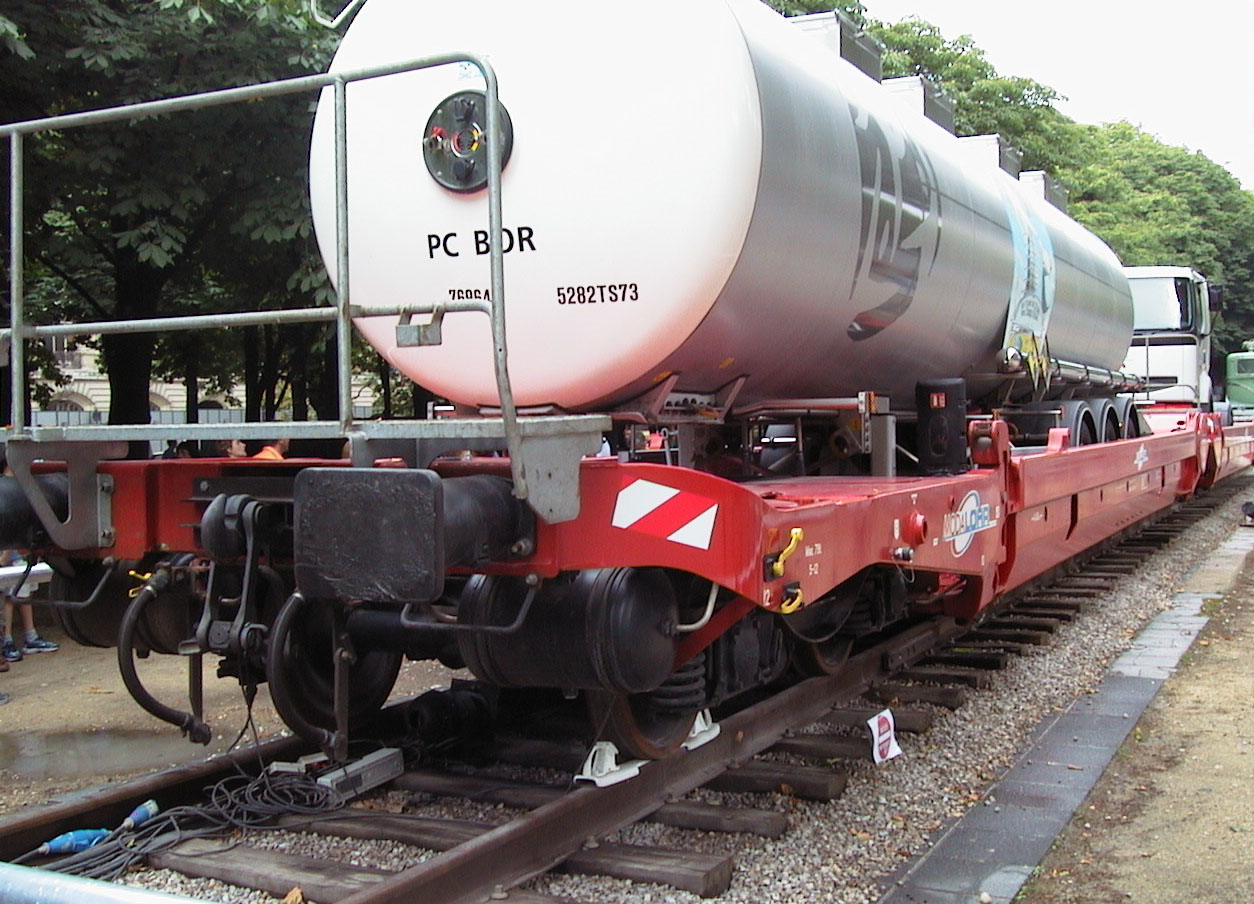
Із завантаженим напівпричепом

Платформа для комбінованих перевезень, вагон-кенгуру — платформа, призначена для перевезення контейнерів, автопотягів, автопричепів, напівпричепів та знімних автомобільних кузовів .
У платформи занижена підлога. Зроблено це для того, щоб не порушити габарит рухомого складу.
З 1970-х активно використовується при перевезеннях у Європі.
У Росії почала серійно вироблятися з 2014 АТ "Рузхіммаш", модель 13-9961.